# 雲仙市立鶴田小学校
雲仙市立鶴田小学校（うんぜんしりつ つるたしょうがっこう）は、長崎県雲仙市吾妻町古城（ふるしろ）名にある公立小学校。略称は「鶴小」。

## 概要
歴史
1874年（明治7年）創立。2014年（平成26年）に創立140周年を迎えた。
学校教育目標
「かがやけ鶴田っ子」
校章
中央に校名の「鶴小」の文字（縦書き）を置いている。
校歌
校区
雲仙市吾妻地区（旧・吾妻町）の「三室一～四、平木場、西光寺、古庄、田内川、守山馬場、萩ノ本、田之平、大木場、横田、田川原、岩戸、新城」。中学校区は雲仙市立吾妻中学校。

## 沿革
- 1871年（明治4年）- 廃藩置県により、島原県の管轄となる。間もなく島原県は長崎県に統合される。
- 1872年（明治5年）8月 - 学制が頒布される。
- 1874年（明治7年）9月 - 高来郡守山村に「第五大学区第三中学区[2]守山小学校」が創立[3]。
  - この時、高来郡三室村には「第五大学区第三中学区三室小学校」が開校[3]。
- 1877年（明治10年）
  - 6月4日 - 学区改定により、「第五大学区 第二中学区[4]」に属することになる。
  - 8月 - 田ノ平名[1]岩崎に移転。
- 1878年（明治11年）
  - 7月 - 郡制の施行により、長崎県南高来郡の管轄となる。
  - 12月 - 学区改定により、「南高来郡 神代部」に属することとなる。
- 1882年（明治15年）5月 - 田ノ平に分校舎を開設。
- 1885年（明治18年）4月 - 「守山部 公立中等守山小学校」に改称。
- 1886年（明治19年）9月 - 小学校令の施行により、神代村（現・雲仙市国見地区西部）に「長崎県第九高等小学校」（修業年限4年）が設置される。
  - 尋常小学校卒業者を入学資格としていた。高等小学校は尋常小学校と異なり、義務制ではなかった。
- 1887年（明治20年）4月 - 小学校令の施行により「尋常守山小学校」に改称。修業年限を4年とする。（三室小学校は「尋常三室小学校」となる。）
- 1889年（明治22年）4月 - 町村制の施行により、守山村立の小学校となる。（三室村が守山村に統合される）
- 1893年（明治26年）9月 - 小学校令の改正により「守山尋常小学校」となる（「尋常」の位置が変わる[5]）。鶴田に校舎を新築し移転を完了。尋常三室小学校を統合。
  - 長崎県第九高等小学校が廃止され、「島原北目[6]八ヶ村[7]組合立神代高等小学校」が設置される。時期は不明だが、守山村は後にこの学校組合から脱退し、山田村・愛野村の組合に加入し、村の児童で高等小学校を希望する者は大熊高等小学校に通うこととなる。
- 1901年（明治34年）4月 - 木造2階建て校舎を増築。赤土坂分校を赤土坂分教場とする。
- 1902年（明治35年）- 校舎不足により、熊野神社の社務所に仮分教場を開設する。
- 1903年（明治36年）6月 - 守山農業補習学校を併設。修業年限を2年とし、尋常小学校を卒業した児童のうち、高等小学校などに進学しない者を対象とする。
- 1905年（明治38年）- 熊野神社社務所の仮分教場使用を終了。
- 1906年（明治39年）7月 - 田畑を借り受け、校地を拡張。
- 1908年（明治41年）4月 - 小学校令の改正により、修業年限（尋常科の義務教育年限）が4年から6年に延長される。尋常科5年を新設。
- 1909年（明治42年）4月 - 尋常科6年を新設。農業補習学校を休止。同窓会が発足。
- 1911年（明治44年）4月 - 大熊高等小学校の廃校に伴い、高等科を併置し「守山尋常高等小学校」に改称（尋常科6年・高等科2年）。
- 1912年（明治45年）1月 - 廃校となった大熊高等小学校の4教室を移築し増築。農業補習学校を再開。
- 1913年（大正2年）9月 - 赤土坂分教場に尋常科3年生までの児童を収容。
- 1914年（大正3年）4月 - 赤土坂分教場を芝口に移転して「芝口分教場」とし、尋常科4年生までの児童を収容。
- 1930年（昭和5年）
  - この年 - 教室不足のため、尋常科1・2年生において午前・午後に分けて二部授業を実施。
  - 4月 - 高等科女子1年2学級において二部授業を実施。
- 1935年（昭和10年）- 青年学校令の施行により、併設の守山農業補習学校が「守山村青年学校」となる。
- 1939年（昭和14年）3月 - 青年学校男子が義務制となる。
- 1941年（昭和16年）4月1日 - 国民学校令の施行により、「守山村国民学校」に改称。尋常科を初等科に改める（尋常科6年・高等科2年）。
  - 教室が不足し、初等科1・2年生において午前・午後で時間を分けて二部授業を行う。
- 1946年（昭和21年）- 保護者会が発足。
- 1947年（昭和22年）4月1日 - 学制改革（六・三制の実施）が行われる。
  - 守山村国民学校の初等科が改組され、「守山村立守山小学校」となる。
  - 守山村国民学校の高等科が青年学校の普通科とともに改組され、新制中学校「守山村立守山中学校[8]」が発足。
- 1948年（昭和23年）
  - 3月 - 校舎がすべて完成。
  - この年 - 保護者会が解散し、PTAが発足。
- 1949年（昭和24年）7月 - 講堂が完成。
- 1950年（昭和25年）- 子ども郵便局を開設。
- 1952年（昭和27年）5月 - 家庭科教室が完成。
- 1953年（昭和28年）- 国旗掲揚台を設置。
- 1954年（昭和29年）4月1日 - 守山村と山田村が合併して「吾妻村」が発足。これに伴い「吾妻村立鶴田小学校」に改称。
- 1956年（昭和31年）
  - 8月 - 運動場西側の石垣が完成。
  - 9月 - 守山中学校と山田中学校が統合され、吾妻村立吾妻中学校が発足。これに伴い、旧・守山中学校の校舎が小学校に移管される。
- 1957年（昭和32年）3月31日 - 芝口分校を廃止。
- 1959年（昭和34年）4月 - 講堂の和室を女子青年団研究部家庭科室に改造。
- 1963年（昭和38年）4月1日 - 吾妻町の発足により、「吾妻町立鶴田小学校」に改称。
- 1964年（昭和39年）4月 - 育成会こども会が始まる。
- 1965年（昭和40年）
  - 1月 - 完全給食を開始。
  - 2月 - 体育館が完成。
  - 3月 - 校旗が寄贈される。
- 1974年）（昭和49年）
  - 4月 - 学校給食を自校調理方式から吾妻町・愛野町学校給食センター[9]調理配送方式に変更。
  - 9月 - 創立100周年記念式典を挙行。
- 1978年（昭和53年）3月 - 鉄筋コンクリート造3階建ての新校舎が完成。校門をリニューアル。
- 1980年（昭和55年）8月 - プールが完成。
- 1992年（平成4年）- 新体育館が完成。
- 2005年（平成17年）10月11日 - 雲仙市の発足により、「雲仙市立鶴田小学校」（現校名）に改称。

## 交通アクセス
最寄りの鉄道駅
- 島原鉄道線「吾妻駅」下車後、徒歩約950m・約15分。

最寄りのバス停
- 島鉄バス「守山」バス停下車後、徒歩約280m・約5分。

最寄りの国道
- 国道251号（島原街道）

## 周辺
- 小路川
- 大福寺
  - 社会福祉法人清風会大福寺保育園
- 雲仙市古庄公民館
- 国道251号
- JA島原雲仙守山支店・守山直売所